# Medalla por la Defensa de Odesa
La Medalla por la Defensa de Odesa (en ruso: «За оборону Одессы») es una medalla de campaña de la Unión Soviética establecida el 22 de diciembre de 1942 por decreto del Presídium del Sóviet Supremo de la URSS para recompensar a los participantes, tanto civiles como militares, en la defensa de la ciudad portuaria de Odesa contra las fuerzas armadas de la Alemania nazi. El estatuto de la medalla fue enmendado el 18 de julio de 1980 por decreto del Presídium del Sóviet Supremo de la URSS N.º 2523-X.
El 1 de mayo de 1945, Odesa recibió el título de «Ciudad Heroica» (las otras fueron Sebastopol, Leningrado, Moscú, Stalingrado, Kiev, la Fortaleza de Brest, Kerch, Novorossíisk, Minsk, Tula, Múrmansk y Smolensk).

## Estatuto
La medalla por la defensa de Odessa se otorgó a todos los participantes en la Batalla de Odesa: militares del Ejército Rojo, la Armada y las tropas de la NKVD, así como a los civiles que participaron directamente en la defensa. El período de defensa de Odesa se considera del 5 de agosto al 16 de octubre de 1941.

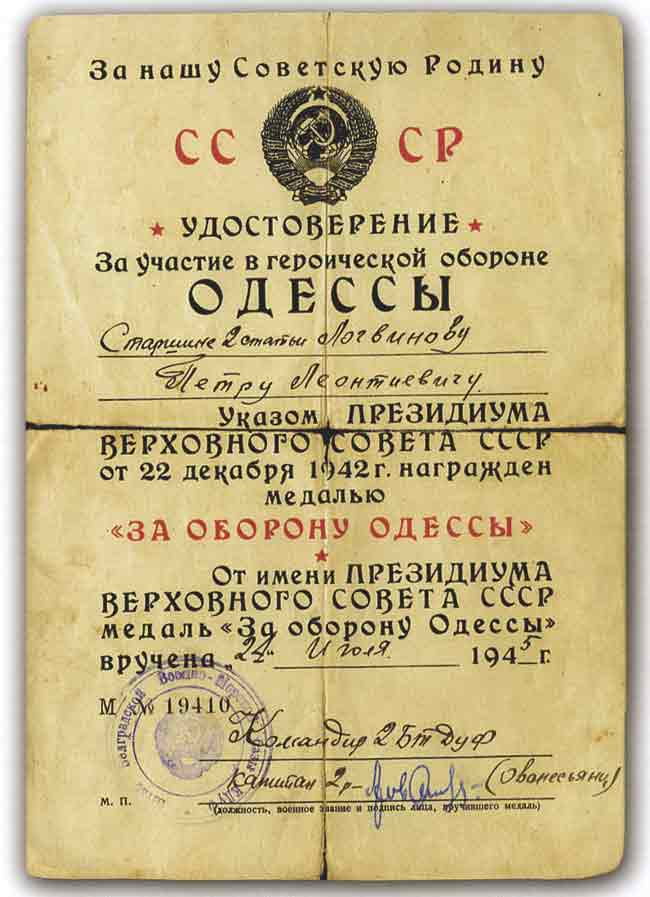
Certificado oficial de concesión de la Medalla por la Defensa de Odesa

La concesión de la medalla se hizo en nombre del Presídium del Sóviet Supremo de la URSS sobre la base de documentos que atestiguan la participación real en la defensa de Odesa emitidos por el comandante de la unidad, el jefe del establecimiento médico militar o por un provincial pertinente o autoridad municipal. 
El personal militar en servicio recibió la medalla de su comandante de unidad, los retirados del servicio militar recibieron la medalla de un comisionado militar regional, municipal o de distrito en la comunidad del destinatario, los miembros de la población civil participantes en la defensa de Odesa recibieron su medalla de Ayuntamientos de Diputados Populares.
La Medalla por la Defensa de Odesa se lleva en el lado izquierdo del pecho y, en presencia de otros premios de la URSS, se coloca inmediatamente después de la Medalla por la Defensa de Moscú. Si se usa en presencia de órdenes o medallas de la Federación de Rusia, estas últimas tienen prioridad.
Cada medalla venía con un certificado de premio, este certificado se presentaba en forma de un pequeño folleto de cartón de 8 cm por 11 cm con el nombre del premio, los datos del destinatario y un sello oficial y una firma en el interior. Por decreto del 5 de febrero de 1951 del Presídium del Sóviet Supremo de la URSS, se estableció que la medalla y su certificado quedarían en manos de la familia tras la muerte del beneficiario.
Las medallas por la defensa de Leningrado, por la defensa de Odesa, por la defensa de Sebastopol y por la defensa de Stalingrado, fueron los primeros premios soviéticos establecidos para ser usados en una montura pentagonal. Originalmente se suponía que debían usarse en el lado derecho del pecho. Sin embargo, por decreto del 19 de junio de 1943, que introdujo la montura pentagonal y otros premios usados anteriormente en otras formas de montura, se decidió llevar las distintas medallas por la defensa de las ciudades en el lado izquierdo del pecho, junto con otros premios.
Fue otorgada a aproximadamente unas 30.500 personas. El autor del dibujo de la medalla es el artista Nikolái Moskalev.

## Descripción

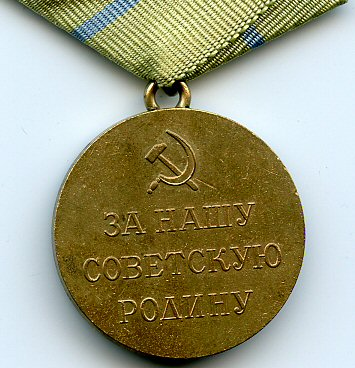
Reverso de la Medalla por la Defensa de Odesa

Se suponía que la medalla estaría fabricada de acero inoxidable, pero por el decreto del 27 de marzo de 1943, el material se cambió a latón. La medalla tiene la forma de un círculo regular con un diámetro de 32 mm con un borde elevado.
En el anverso al fondo, la orilla del mar y un faro lejano a la derecha, en el centro, la imagen de un soldado rojo y un marinero rojo marchando hacia la izquierda con los rifles preparados; encima de los militares, la inscripción en relieve «URSS» (en ruso: «СССР»). Una banda circular que recorre toda la circunferencia de la medalla lleva la inscripción en relieve «POR LA DEFENSA DE ODESA» (en ruso: «ЗА ОБОРОНУ ОДЕССЫ») en su parte superior, en ambos extremos de la inscripción, estrellas de cinco puntas en relieve. En la misma franja en la parte inferior central, una estrella de cinco puntas sobre una cinta superpuesta sobre el punto de cruce de ramas de laurel y roble subiendo por la franja hasta las dos estrellas de cinco puntas cerca de la inscripción superior.
En el reverso cerca de la parte superior, la imagen en relieve de la hoz y el martillo, debajo de la imagen, la inscripción en relieve en tres filas «POR NUESTRA PATRIA SOVIÉTICA» (en ruso: «ЗА НАШУ СОВЕТСКУЮ РОДИНУ»). Todas las inscripciones e imágenes de la medalla son convexas.
La medalla está conectada con un ojal y un anillo a un bloque pentagonal cubierto con una cinta de muaré de seda de 24 mm de ancho. Inicialmente, la cinta se instaló en azul con dos franjas azules, cada una de 5 mm de ancho, a una distancia de 5 mm entre sí. Por decreto del 19 de junio de 1943, se instaló una nueva cinta de color oliva con una franja azul longitudinal en el medio de 2 mm de ancho.